# Не говори, что у нас ничего нет
Не говори, что у нас ничего нет — роман Мадлен Тьен, опубликованный в Канаде в 2016 году. В нём рассказывается о 10-летней девочке и её матери, которые принимают в своем доме беженку из Китая, и о событиях в период после прихода к власти Мао Цзэдуна в Китае. Получив признание критиков, в 2016 году автор была удостоена премии Гиллер и премии Генерал-губернатора за этот роман. Роман был включен в шорт-лист Букеровской премии, а также Женской премии за художественную литературу.

## Сюжет
В начале романа читатель знакомится с девочкой по имени Мари, живущей с матерью в Ванкувере. 1991 год, неожиданное появление в их доме китайской беженки, Ай-Мин, спасающейся от репрессий после событий на площади Тяньаньмэнь, становится катализатором, приводящим в движение остальную часть сюжета. Роман быстро распадается на несколько различных сюжетных линий, введенных в текст благодаря Ай-Мин и охватывающих поколения семей Мари и Ай-Мин, которые, как позже выясняется, неразрывно связаны. Действие этих «исторических» сюжетов происходит в бурный период истории Китая, охватывая события с начала правления Мао Цзэдуна в конце 1940-х годов и последствия протестов на площади Тяньаньмэнь в 1989 году. Роман посвящен четырём основным эпохам революционных событий в Китае, хотя они не всегда воспроизводятся в хронологическом порядке. Основными героями первого исторического периода, времени земельной реформы и связанных с ней репрессий являются Большая Матушка-Нож, её сестра Завиток и муж Завитка Вэнь Мечтатель. Вторая историческая эпоха посвящена Воробушку, Каю и Чжули во время Культурной революции и сосредоточена вокруг Шанхайской консерватории и происходящих там событий. Героями третьего исторического этапа, связанного со временем протестов на площади Тяньаньмэнь и после них, стали Воробушек и Ай-Мин, его дочь. Наконец, последняя эпоха — это «настоящее», в котором Мари обнаруживает свою связь со всеми этими историями. Кроме того, важно отметить значимую роль Книги Записей, которая постоянно сопровождает основные повествовательные линии. Хотя Вэнь Мечтатель является основным переводчиком и автором книги, по мере развития романа истории всех героев включаются в Книгу Записей, так что грань между правдой и вымыслом, прошлым и настоящим оказывается едва ощутимой.

## Герои
- Цзян Ли-Линь: Ли-Линь, также известная как Мари и Ма-Ли, является главным героем и рассказчиком книги. События романа перемещаются с сегодняшнего дня, когда Мари взаимодействует с матерью и Ай-Мин, к прошлым поколениям, где такие персонажи, как Большая Матушка-Нож и Воробушек, борются с Культурной революцией в Китае.
- Цзян Кай: Кай — отец Мари. В начале романа мы узнаем, что он бросает дочь и жену, чтобы уехать в Гонконг, и в конце концов совершает самоубийство. Позже нам открывается, что в детстве у него были близкие отношения с Воробушком, которые зародились благодаря интересу к классической музыке в Шанхайской консерватории.
- Ма: Ма заботится о своей дочери Мари в Ванкувере. Она также принимает Ай-Мин в свой дом, когда получает известие, что та ищет убежища после протестов на площади Тяньаньмэнь.
- Ай-Мин: Ай-Мин — дочь Воробья и Линг, а также подруга и соседка Ивэнь. Ай-Мин бежит из Китая после участия в протестах на площади Тяньаньмэнь в 1989 году и ненадолго находит дом у Мари и Ма в Ванкувере. В конце концов она уезжает в Америку в надежде, что сможет улучшить свою жизнь.
- Большая Матушка-Нож: Большая Матушка-Нож — жена Ба Люта, сестра Завитка и мать Воробушка, Летающего Медведя и Большой Горы. У неё близкие отношения со своей сестрой, и ей приходится мириться с ужасами политических репрессий, с которыми сталкивается Завиток.
- Завиток: Завиток — сестра Большой Матушки-Нож и жена Вэня Мечтателя. В качестве наказания за укрывательство секретной библиотеки в виде подвала с ценными реликвиями, документами, американскими книгами и другой контрабандой Вэнь Мечтатель и Завиток наказаны перевоспитанием на каторжных работах при режиме Мао Цзэдуна.
- Ба Лют: Ба Лют — муж Большой Матушки-Нож. Он сражался на стороне Народно-освободительной армии во время рождения своего сына Воробушка и очень доверяет коммунистической партии Мао.
- Воробушек: Воробушек — брат Летающего Медведя и Большой Горы, а также двоюродный брат Чжули. Он поддерживает близкие отношения с Чжули благодаря их общим музыкальным интересам в консерватории. Воробушек пишет несколько симфоний на протяжении всего романа, но не смеет поделиться ими из страха наказания. Кроме того, у него были близкие отношения с Каем из-за их совместной работы с классической музыкой, которые перерастают в нечто большее.
- Вэнь Мечтатель: Вэнь Мечтатель — муж Завитка и сын известного китайского ученого Старого Запада. Старый Запад был выбран императором для образовательной поездки в Америку. По возвращении, и прежде чем он смог поделиться своими знаниями, отец Вэня умер. В этой связи Вэнь оказывается в неоднозначной ситуации, ведь Старый Запад все ещё был должен императору 10 лет квалифицированного труда на тот момент, когда он умер. Вен — поэт.
- Чжули: Чжули — дочь Вэня Мечтателя и Завитка. Её утешает Большая Матушка-Нож, в то время как её родителей пытают и бросают на пороге её дома. Она также является одаренной скрипачкой и поддерживает близкие отношения с Каем и Воробушком, несмотря на то, что она на 10 лет моложе его.
- Летающий Медведь и Большая Гора: Летающий Медведь и Большая Гора — братья Воробушка и сыновья Большой Матушки-Нож и Ба Люта. Они тесно связаны в начале романа, но со временем расходятся.
- Линг: Линг — жена Воробушка и мать Ай-Мин. Она поддерживает тесные отношения с Ивэнь, особенно после того, как Ай-мин бежит из Китая, и призывает её поступить в Токийский университет .
- Лу Ивэнь: Ивэнь — соседка и близкая подруга Ай-Мин в детстве. Обе девушки участвуют в качестве студенток в протестах на площади Тяньаньмэнь, где они часто попадают в неприятности, заставляя родителей Ивэнь беспокоиться.

## Исторические контексты
Тьен ссылается на многочисленные песни и тексты из истории Китая. К ним относятся «Исторические записи» Сыма Цяня. Название романа «Не говори, что у нас ничего нет» является отсылкой к китайской версии гимна левых «Интернационал», который стал основным гимном Коммунистической партии Китая после того, как Цюй Цюбо осуществил перевод русской версии в 1923 году. В сюжете романа этот гимн встречается во многих моментах, в частности, как призыв к протестующим студентам на площади Тяньаньмэнь, на котором присутствуют Ай-Мин и Воробушек: "Люди вокруг неё плакали. На фронте студенческие лидеры запели «Интернационал». (Тьен 438). В романе также упоминается песня «Алеет Восток», которая использовалась в качестве неофициального государственного гимна во время Культурной революции, когда и происходят многие события сюжетных линий Кая и Воробушка. Кроме того, в романе упоминается «Песня о партизанах», китайский гимн, описывающий китайских партизан во время Второй китайско-японской войны. В интервью 2017 года Тьен создала плейлист «Book Note», в который вошли многочисленные музыкальные исполнители, оказавшие влияние на написание романа. Среди этих исполнителей и композиторов были И. С. Бах, Рос Серейсоттхея, Сын Сисамут, Дмитрий Шостакович, Леонард Коэн и Sunbelt.

## Награды
- 2016 год Букеровская премия, вошла в шорт-лист.[10]
- 2016 год Премия Scotiabank Giller, победа.[11]
- 2016 год Премия Генерал-губернатора за англоязычную художественную литературу, победа .[12]
- 2016 год Медаль Эндрю Карнеги за выдающиеся достижения в области художественной и документальной литературы, вошла в лонг-лист.[13]
- 2017 год Премия Эдварда Стэнфорда, победа.[14]
- 2017 год Женская премия Бейли за художественную литературу, вошла в шорт-лист.[15]
- 2017 год Премия Rathbones Folio Prize, в шорт-листе.[16]
- 2018 год Премия Гринцане Кавур, вошла в шорт-лист.[17]

Nous qui n'étions rien, французский перевод романа, осуществленный Катрин Леру, получил премию Генерал-губернатора за перевод с английского на французский в 2019 году.

## Рецепция и критика
Цзяян Фан, штатный писатель The New York Times, назвал «Не говори, что у нас ничего нет» «романом с большим размахом», в частности, назвав «Книгу Записей» корнем «поразительной достоверности» романа. Дженнифер Сениор, ещё один автор The New York Times, написала, что книга «впечатляет во многих смыслах … Он успешно исследует более широкие идеи о политике и искусстве. . . . В нём есть достаточный эпический размах русского романа XIX века, охватывающего три поколения и омывающего берега двух континентов» .
В том же духе Брайан Бетьюн, писатель для Maclean's, назвал роман «достойным лауреатом премии Генерал-губернатора». Подчеркивая «деликатное» взаимодействие «с историей и памятью», Бетьюн заявил, что «это история такой красоты, что она вызывает парадоксальную надежду».
После объявления премии Гиллера 2016 года Марк Медли из The Globe and Mail написал, что «Тьен долгое время считалась одним из самых талантливых молодых писателей [Канады], а её книги получили признание критиков, главная литературная награды ускользали от неё — до этого года».
Лоуренс Хилл, член жюри премии Гиллера, назвал роман «прекрасным взглядом на спасение музыки, любви и жизни перед лицом геноцида». Это огромный эпический роман, рассказанный необычным способом — без единого главного героя, без единой борьбы. Это сложная книга, и нужно потрудиться, чтобы её прочитать" .
Бронуин Дрейни из «Литературного обозрения Канады» писала, что Тьен «[создает] памятник миллионам потерянных, исчезнувших, ссохшихся или потраченных впустую жизней не только в годы правления Мао, но и во времена голода 1910 года и последовавшим несбывшимся надеждам площади Тяньаньмэнь в 1989 году. Это достижение».